# Hugh S. Johnson
Pour les articles homonymes, voir Général Johnson et Johnson.
Hugh Samuel Johnson, né le 5 août 1881 ou 1882, à Fort Scott dans l'État américain du Kansas et mort le 15 avril 1942, est un soldat américain, devenu administrateur de la National Recovery Administration.

## Biographie
Il fait ses études dans l'académie militaire des États-Unis, d'où il sort en 1903 et devient officier de l'US Army. En 1916, il sert alors sous les ordres du général John J. Pershing au Mexique.
Il joue un rôle majeur lors de la mise en place du New Deal de Roosevelt. C'est pour cette aide apportée qu'il est nommé « Personnalité de l'année » en 1933 par l'hebdomadaire américain Time Magazine.